# Gmail
Gmail (en forkortelse for navnet Google Mail) er en webbaseret emailservice fra Google, der blev lanceret 1. april 2004 i en betaversion, som man skulle inviteres til af en af servicens allerede tilmeldte brugere. Den 14. februar 2007 brød Google med dette invitationsmønster, hvorfor man i dag kan tilmelde sig direkte på den officielle Gmail webside.
Som en nyhed tilbød man fra start 1 GB lagerplads, hvilket siden er vokset til over 15 GB (februar 2015) og  stadig stiger. Til gengæld forbeholder Google sig retten til at præsentere reklamer, der knytter sig til ord og begreber i den modtagne post. Reklametypen hedder AdSense, idet målet er at tilbyde reklamer, der er relevante for den enkelte bruger – i modsætning til massereklamer.
Der er blevet muligt at sende og modtage mails via protokollerne smtp, imap og pop3 – også med kryptering (imaps og smtps).
Gmail er som udgangspunkt gratis at bruge, men via Google Apps for Work kan man få adgang til ekstra funktioner.

## Lagerplads
Gmail tilbyder i øjeblikket 15 GB fri lagerplads. Brugere kan leje yderligere lagerplads (som deles mellem Google Drive og Gmail) fra 100 GB (1.99$/måneden) og op til 30 TB (299$/måneden).
Da Gmail den 1. april 2005 havde eksisteret i præcis et år, annoncerede Google, at de ville hæve lagerpladsen fra 1 GB og sagde samtidig, at de ville "blive ved med at give folk mere lagerplads for evigt".

## Gmail Labs
Den 5. juni 2008 blev Gmail Labs annonceret. Gmail Labs tillader brugerne at teste nye funktioner i Gmail, eksempelvis bogmærkning af vigtige e-mails, tastaturgenveje og spil.
Brugere kan selv vælge, hvilke Labs-funktioner de vil aktivere, og give specifik feedback om hver enkelt funktion.